# 福井市清水北小学校
福井市清水北小学校（ふくいし しみずきたしょうがっこう）は、福井県福井市にある公立小学校。

## 学校周辺
八幡神社　徒歩1分

## アクセス
- 京福バス
  - 79 織田線「清水北小学校前」下車。